# Stethusa dichroa
Stethusa dichroa är en skalbaggsart som först beskrevs av Johann Ludwig Christian Gravenhorst 1802.  Stethusa dichroa ingår i släktet Stethusa och familjen kortvingar. Inga underarter finns listade i Catalogue of Life.